# Warrington
Warrington je průmyslovým městem ve stejnojmenném distriktu v hrabství Cheshire v Severozápadní Angli. S odhadovaným počtem obyvatel širší spravované oblasti kolem 210 000 v roce 2021 se jedná o největší město tohoto hrabství. Leží na řece Mersey zhruba 30 km východně od Liverpoolu a 30 km západně od Manchesteru.
Městem prochází v severojižním směru hlavní železniční trať West Coast Main Line z Londýna do Glasgow, naopak západovýchodně jím prochází trať spojující Liverpool a Manchester. Na obou tratích se nachází městská nádraží. Co se týká silničního spojení, kolem města prochází dálnice M6, M56 a M62.

## Historie
První osídlení v podobě římské osady zde vzniklo kolem roku 100. V anglosaských dobách se osídlení rozšířilo i na druhý břeh. Prvně je zmíněn Warrington ve formě Walintune jako vesnice poblíž brodu přes Mersey v Domesday Book v roce 1086. Ve středověku bylo město významné díky možnosti zde překročit řeku nejdříve přes brod, později přes mosty a místnímu trhu. Do této doby také spadá začátek tradice místní výroby nástrojů a textilu.
Významným rozvojem a urbanizací prošel Warrington v dobách průmyslové revoluce. K rozvoji místního průmyslu přispělo taktéž splavnění Mersey v 18. století a napojení na nově vybudované vodní kanály. V 19. století bylo město napojeno na železnici. Město se dále rozvíjelo ve 20. století. Do širšího povědomí se dostalo kvůli bombovým útokům skupiny Prozatímní IRA v roce 1993.

## Pamětihodnosti
- Radnice - budova vystavěná v polovině 18. století s názvem Bank Hall navržená architektem Jamesem Gibbsem ve stylu palladianské architektury.[4]
- Vstupní brány do areálu radnice - bohatě zdobené litinové brány se sochami vystavované na Světové výstavě v Londýně v roce 1862, zde vztyčené v roce 1895.[5]
- Farní kostel sv. Elphina - kostel se středověkými základy s podobou podle přestavby z let 1859 až 1867 navržené Frederickem a Horacem Francisovými.[6]
- Cromwellův dům - hrázděný dům z pravděpodobně 16. století, kde měl v roce 1648 přespat Oliver Cromwell.[7]
- Veřejný dům Barley Mow - hrázděný a později četně přestavovaný dům z 16. století v centru.[8]
- Warringtonský gondolový most - most vystavěný mezi lety 1913 až 1914 pro místní továrnu přes řeku Mersey.[9]

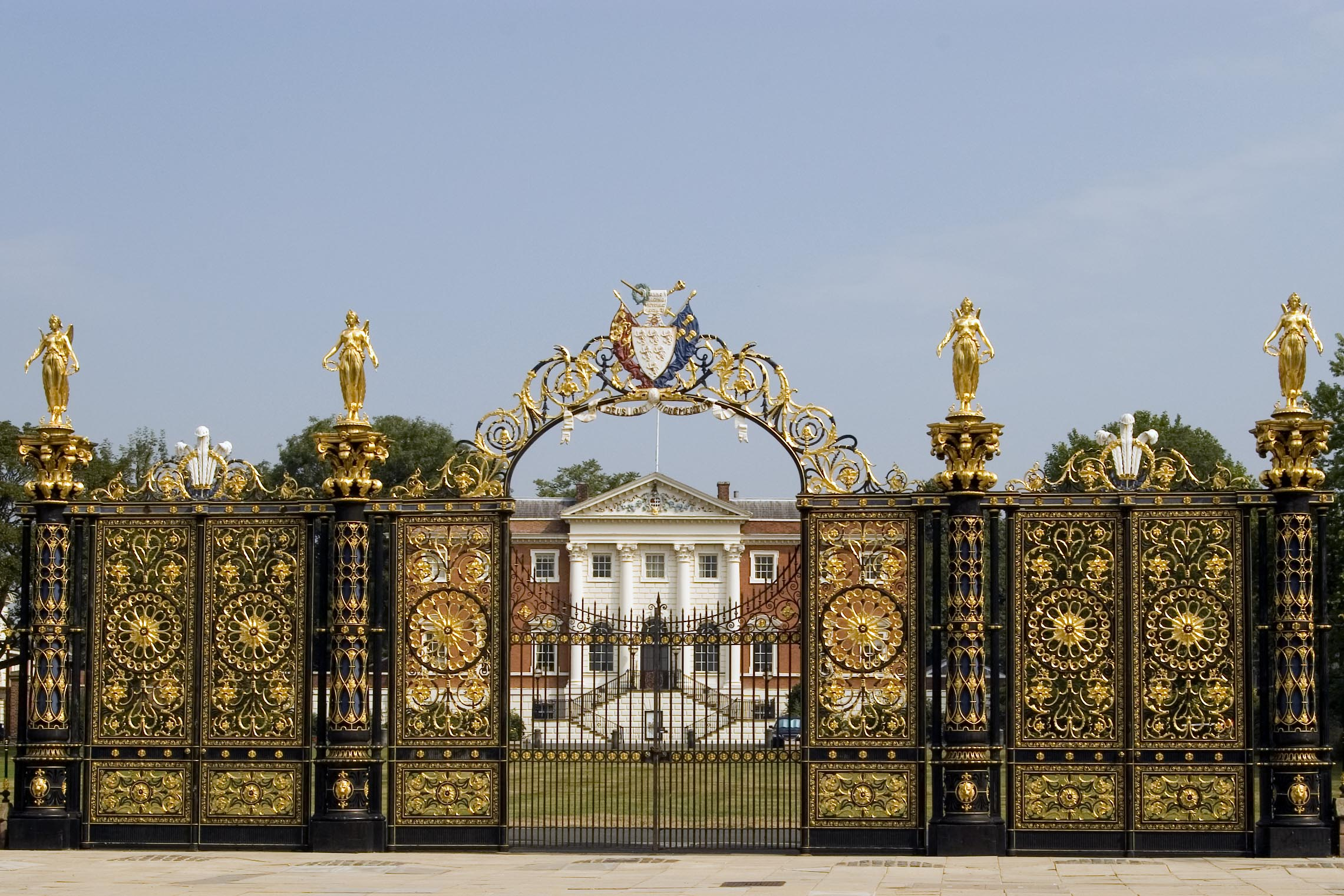
Zdobená brána před budovou městské radnice
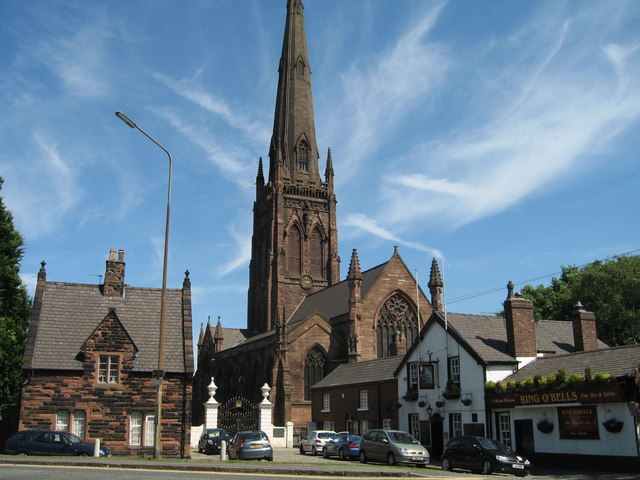
Farní kostel sv. Elphina
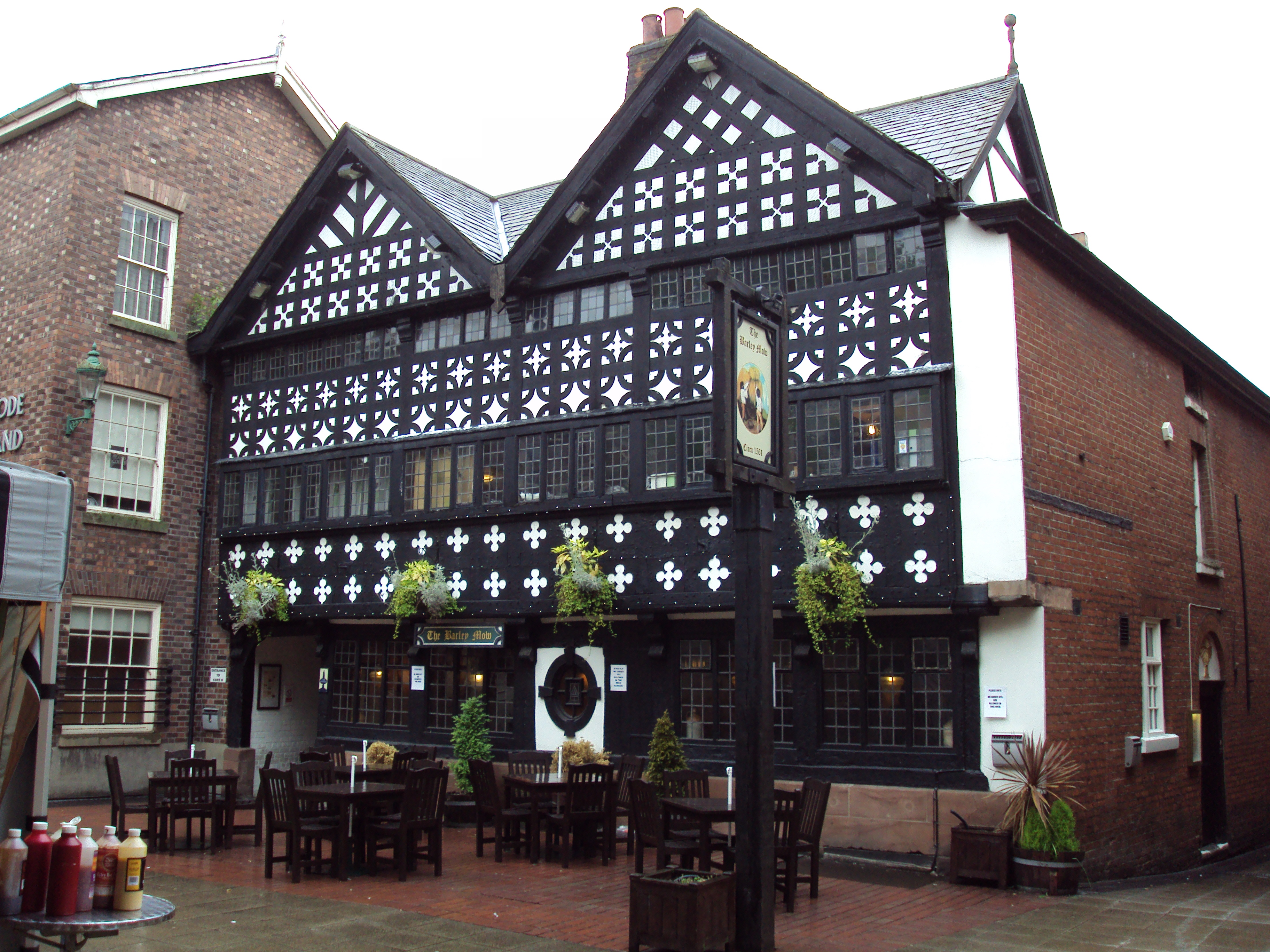
Hrázděný dům Barley Mow
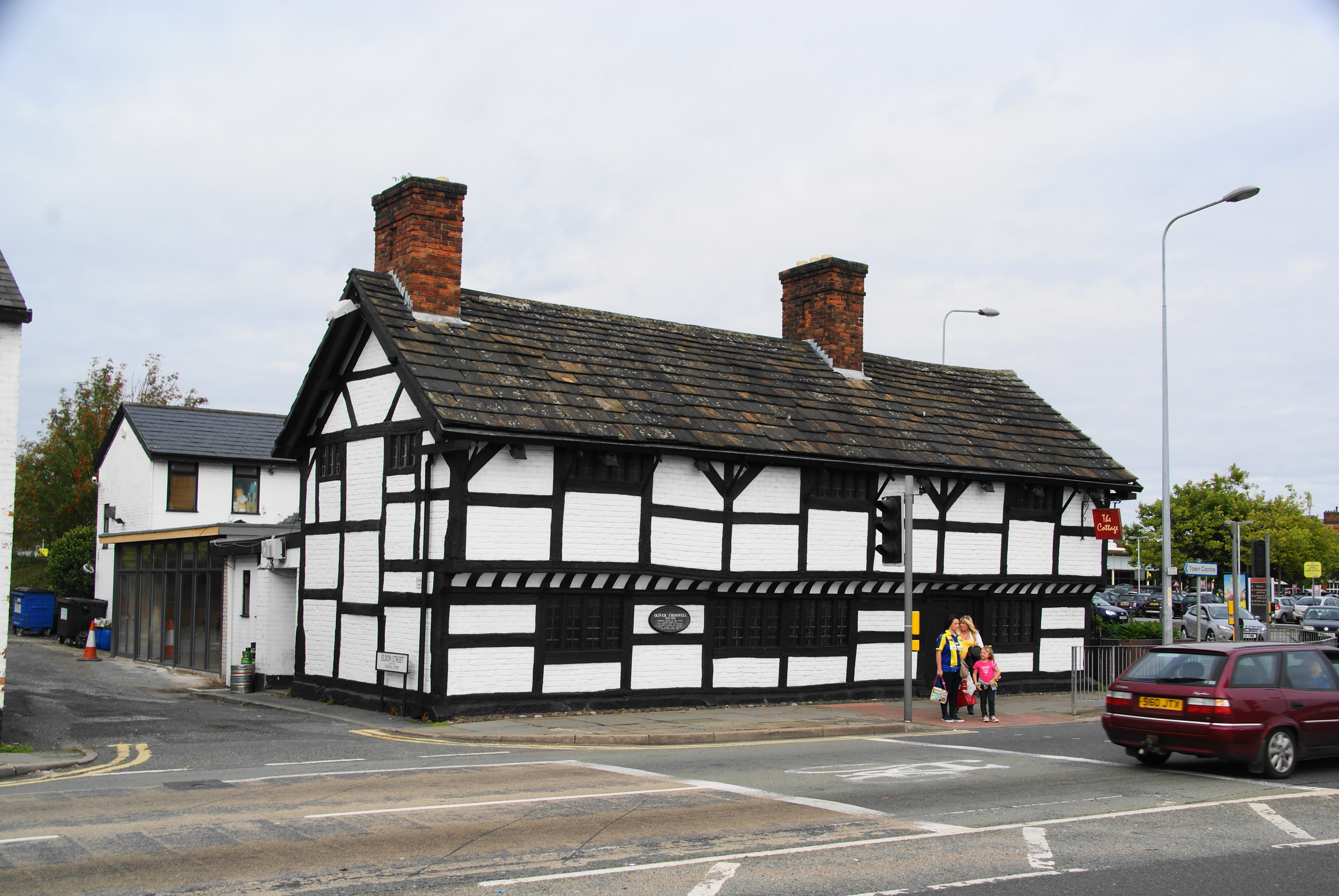
Cromwellův dům
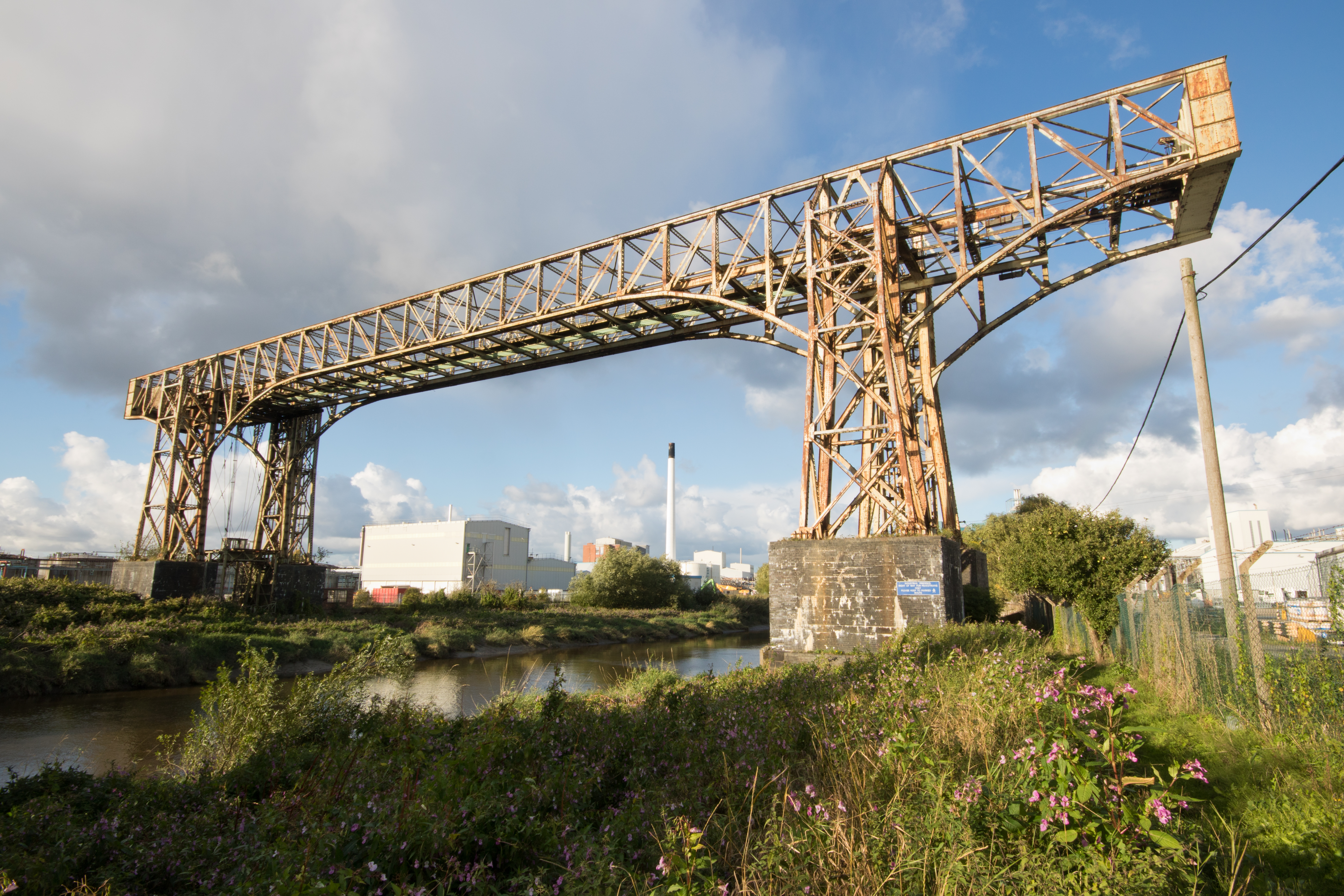
Warringtonský gondolový most

## Osobnosti
- Arthur Aikin (1773–1854), chemik, geolog a vědecký spisovatel
- John Warrington Wood (1839–1886), sochař
- Burt Kwouk (1930 – 2016), filmový a televizní herec
- Tim Curry (* 1946), herec, komik a zpěvák
- Pete Postlethwaite (1946 – 2011), herec
- Gareth Jones (* 1954), hudební producent
- Ian Brown (* 1963), zpěvák, frontman skupiny The Stone Roses
- Rebekah Brooks (* 1968), novinářka
- Bill Ryder-Jones * (1983), hudebník a hudební producent
- Jesse Lingard (* 1992), fotbalista

## Partnerská města
- Náchod, Česko (1990)[10][11]
- Česká Skalice, Česko[12]
- Červený Kostelec, Česko (1991)[13]
- Hronov, Česko[14]
- Jaroměř, Česko[15]
- Nové Město nad Metují, Česko[16]
- Hilden, Německo (1968)[10]